# Карбышева, Елена Дмитриевна
Елена Дмитриевна Карбышева (1919—2006) — военный и общественный деятель, инженер-подполковник.

## Биография
Родилась 6 июня 1919 года в Симбирске (ныне Ульяновск) в семье Д. М. Карбышева.
В июне 1938 года окончила с золотой медалью среднюю школу № 29 города Москвы. 1 октября этого же года была зачислена в Военно-инженерную академию им. В.В. Куйбышева. После перевода факультета, на котором она училась, в Ленинград с 17 августа 1940 года — курсант Высшего инженерно-технического Краснознамённого училища Военно-морского флота (сюда был переведён факультет Академии). Стала первой женщиной-курсанткой этого училища.
Великая Отечественная война застала Елену в Ленинграде. В период обороны города принимала участие в строительстве оборонительных рубежей. Затем была эвакуирована из блокадного Ленинграда с личным составом военного училища. Окончив училище в апреле 1945 года по специальности «Береговое строительство», продолжила военную службу на Черноморском флоте на военно-морской базе в городе Поти. С 1963 года в звании инженер-майора служила инженером в Главном штаб ВМФ вместе с со своим мужем — Семёновым Владимиром Александровичем.
После увольнения с военной службы работала в аналитическом отделе ГРУ Генштаба Вооружённых Сил СССР. Занималась общественной деятельностью — была организатором и участником многих слётов Юных карбышевцев в разных городах Советского Союза и Российской Федерации, участвовала в патриотической и воспитательной работе.
Воспитала двух сыновей: старший — Владимир, стал учёным, профессором, кандидатом технических наук; младший — Олег, стал геологом, работал на Чукотке, затем в Москве в одном из научно-исследовательских институтов.
Умерла 7 февраля 2006 года. По просьбе Совета ветеранов ВОВ была кремирована и похоронена 7 мая 2006 года, накануне 61-й годовщины Победы советского народа в Великой Отечественной войне.

## Награды
Была награждена орденами Отечественной войны, Красной Звезды, Дружбы народов и медалей, в числе которых «За боевые заслуги», «За оборону Ленинграда», «За победу над Германией».